# Driope (Iliade)
Driope è un personaggio della mitologia greca.

## Il mito
Driope era un guerriero troiano che combatté contro Achille quando questi ritornò al combattimento infuriato per la morte dell'amico Patroclo ucciso da Ettore sotto le mura di Troia. Fu il primo guerriero a essere assalito da Achille (dopo che questi non era riuscito a colpire Ettore), che lo ferì mortalmente al mento con la lancia, lasciandolo quindi disteso sul terreno cosparso di sangue.